# Fundación Zenobia-Juan Ramón Jiménez

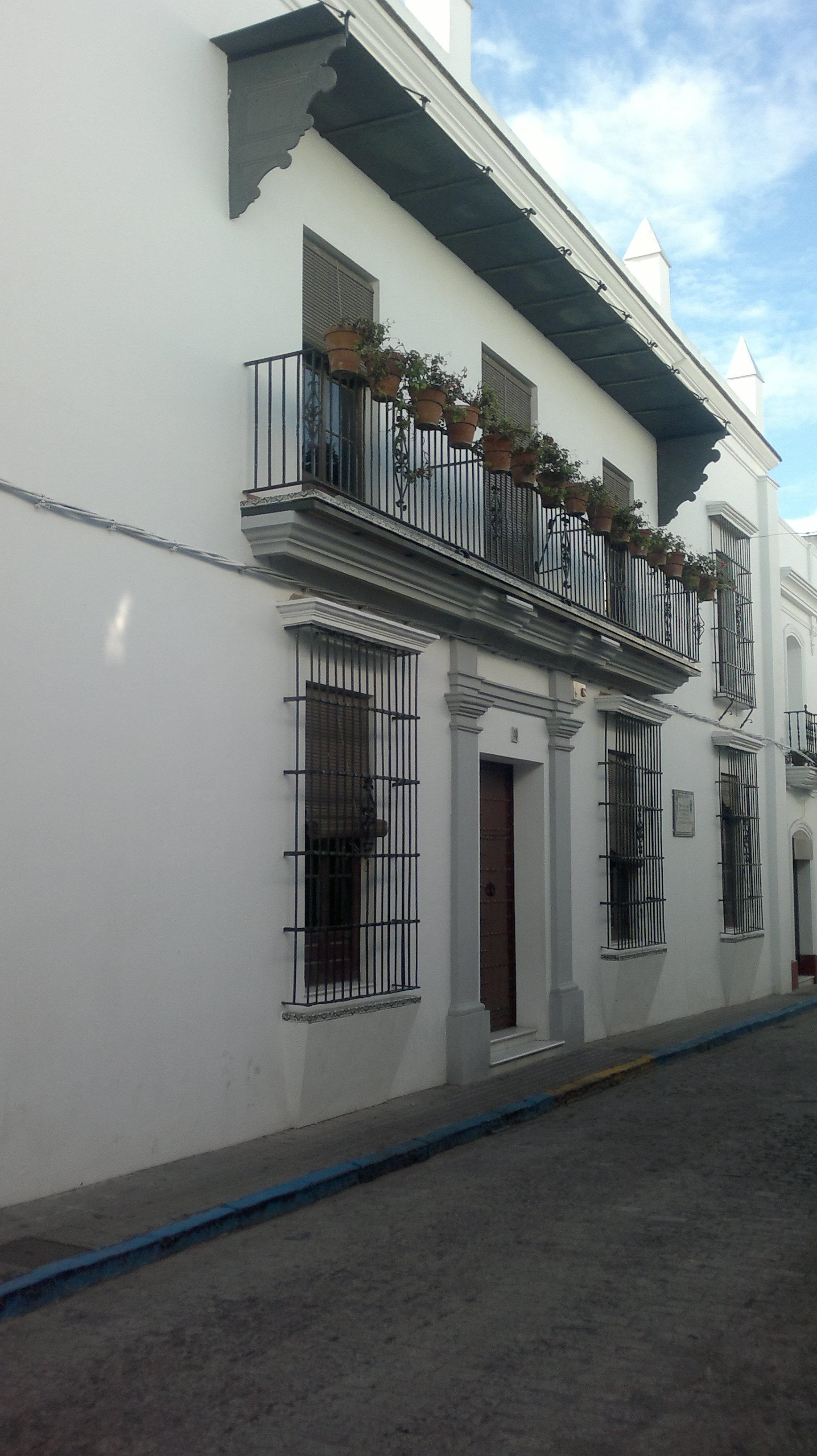
Casa-Museo J.R.J y sede de la Fundación.

La Fundación Zenobia-Juan Ramón Jiménez es un consorcio administrativo constituido por la Diputación Provincial de Huelva, el Ayuntamiento de Moguer y la Consejería de Cultura de la Junta de Andalucía. Tiene su sede en la Casa Museo Zenobia y Juan Ramón. Se creó el 7 de mayo de 1987 con el fin de gestionar y custodiar la Casa Museo "Zenobia y Juan Ramón", promocionar y editar estudios sobre la obra y vida de Juan Ramón Jiménez, y custodiar los originales, documentos, residencias y biblioteca del poeta. 

## Historia
En 1955 se compra por parte de la Diputación de Huelva el inmueble de la actual Casa Museo Zenobia y Juan Ramón, con el fin de instalar allí todos los bienes muebles legados por expreso deseo del matrimonio Jiménez, y crear un museo dedicado al poeta. En la creación de la casa museo colaboró directamente por Zenobia Camprubí Aymar, quien también tuvo una exitosa carrera como profesora y traductora.Zenobia y tras su fallecimiento el propio Juan Ramón Jiménez se interesó por la dotación del Museo enviando libros, muebles y numerosos objetos personales. Donó su biblioteca particular que estaba en España y lo que de su propiedad existía en el Museo Romántico de Madrid, además de la mitad del importe del Nobel (la otra mitad la legó a la Sala “Zenobia y Juan Ramón” de la Universidad de Puerto Rico en Río Piedras). Importante fue también el apoyo del Ayuntamiento de Moguer y de otras personas que colaboraron.
En 1959 se constituye la Casa Museo Zenobia y Juan Ramón, tal como establecen las órdenes ministeriales del mismo año, creándose el Patronato encargado de gestionar tanto la Biblioteca pública como la Casa Museo.
El 7 de mayo de 1987 se constituye la "Fundación Juan Ramón Jiménez", como consorcio entre la Diputación provincial y el Ayuntamiento de Moguer. Posteriormente pasó a formar parte del mismo, la Consejería de Cultura de la Junta de Andalucía.

## Funciones
Las funciones de la Fundación son:
- Gestión y custodia de la Casa Museo Zenobia y Juan Ramón.

- Promoción de las actividades encaminadas a la recuperación, recopilación y custodia de documentos sobre la vida y obra del poeta; y su patrimonio documental propio.

- La difusión y edición de las obras del poeta y de su esposa y de cuantos estudios, traducciones o ensayos se realicen sobre ellos.

- Gestionar el "Centro de estudios e investigación Juanramoniano".

- Promoción y edición de obras literarias de otros autores que contribuyan a incrementar su patrimonio cultural. En este objetivo queda enmarcado el Premio Hispanoamericano de poesía Juan Ramón Jiménez.

- Organización de conferencias, coloquios, reuniones científicas, etc…

## Órganos de la fundación
La fundación consta de los siguientes órganos de gestión: 
- Presidencia: le corresponde al presidente de la Diputación de Huelva.

- Gerencia: técnico designado por el Pleno.

- Secretario e Interventor: ambos puestos son desempeñados por personal de la Diputación.

- Consejo Plenario: constituido por 10 representantes, 4 del Ayuntamiento de Moguer y la Diputación de Huelva y 2 de la Consejería de Cultura de la Junta de Andalucía.

- Consejo Asesor: constituido por personalidades relevantes de la cultura y especialistas en la vida y obra de Juan Ramón.

## Centro de Estudios Juanramoniano
Artículo Principal: Centro de Estudios Juanramoniano
Depende de la Fundación y, entre otras funciones, cataloga los fondos propios de la Fundación y los estudios dedicados al poeta; ofrece material y becas para el estudio de su obra; y organiza simposios, encuentros y cursos sobre Juan Ramón Jiménez y Zenobia Camprubí.

## Actividades
Entre las conmemoraciones Juanramonianas que organiza anualmente la Fundación Juan Ramón Jiménez, cabe destacar: 
- La concesión del Premio Hispanoamericano de poesía Juan Ramón Jiménez[2] que concede anualmente la "Fundación".

- El encuentro anual de poesía Voces del extremo patrocinado por la Fundación desde 1999, y organizado por el poeta y ensayista moguereño Antonio Orihuela. Estos encuentros se encuadran dentro del movimiento poético denominado poesía de la conciencia, nueva poesía social o poesía política.

## Distinciones y premios
Ocasionalmente distingue a personas u entidades con los siguientes distinciones:
- La imposición del Perejil de plata,[3] por la difusión y conocimiento de la obra del Nobel moguereño.
- Distinción como Miembro de honor de la Fundación.[4]